# Turbaco
Turbaco est une municipalité située dans le département de Bolívar, en Colombie.

## Histoire
En 1509, le conquistador Alonso de Ojeda décide de débarquer dans la baie de Carthagène des Indes, sans tenir compte de l'avis de Juan de la Cosa, qui recommandait de ne pas déranger les Indiens de la région où ils se trouvaient, car c'étaient des Indiens qui utilisaient des flèches empoisonnées et qu'il était plus commode de fonder une ville sur les rives du golfe d'Urabá, où vivaient moins d'Indiens guerriers et que Juan de la Cosa connaissait déjà.
Mais l'expédition débarque à Carthagène et Alonso de Ojeda décide d'entrer dans la jungle. Les Indiens se réfugièrent alors dans le village de Turbaco. En arrivant au village, Alonso de Ojeda, Juan de la Cosa et les autres soldats sont surpris par les Indiens, qui tirent des flèches empoisonnées, tuant Juan de la Cosa et la plupart des hommes. 
Seul Alonso de Ojeda aurait réussi à survivre avec un autre homme. Certaines références indiquent que Juan de la Cosa aurait sacrifié sa vie dans l'intention de protéger la vie d'Alonso de Ojeda.

## Démographie
Selon les données récoltées par le DANE lors du recensement de 2005, Turbaco compte une population de 63 450 habitants.

## Liste des maires
- 2012 - 2015 : Mayron Martínez
- 2016 - 2019 : Antonio Víctor Alcalá
- 2020 - 2023 : Guillermo Enrique Torres Cueter[2]

## Personnalités
- Manuel Amador Guerrero (1833-1909),  premier président constitutionnel de la République de Panama y est né.